# Ари Скуласон
Ари Фрейр Скуласон (на исландски: Ari Freyr Skúlason), роден на 14 май 1987 г., е професионален исландски футболист, настоящ играч на белгийския Локерен и националния отбор на Исландия.
Освен в Дания, Скуласон се е състезавал в Исландия, Холандия и Швеция. В началото на кариерата си играе като полузащитник, но може да играе също като крило, а и ляв защитник.

## Кариера

### Клубна кариера
Юноша е на Валур, преди на 16-годишна вързаст да се присъедини към холандския Хееренвеен. След като не успява да пробие в първия отбор, Скуласон се завръща в Исландия, където прекарва половин година преди да подпише с шведския Хекен. Въпреки че изпада, отборът се класира за Купата на УЕФА. В Хекен прекарва общо 5 години, като през 2012 г. става капитан на отбора.
От началото на 2014 г. е играч на датския Одензе.

### Национален отбор
След като през годините записва мачове за младежките национални отбори, през 2009 г. прави дебюта си за пъввия отбор в приятелски мач срещу Иран. В националния отбор е използван като ляв защитник, въпреки че първоначалната му позиция е полузащитник. Това е причината той изришно да постави условието да бъде използван като ляв защитник в отбора на Одензе.
На 10 май 2016 г. излиза официалният състав на Исландия за Евро 2016, като Скуласон е част от отбора.